# Condicionamento operante
O  conceito de  condicionamento operante foi criado pelo escritor e psicólogo Burrhus Frederic Skinner. Este refere-se ao procedimento através do qual é modelada uma resposta no organismo através de reforço diferencial e aproximações sucessivas. É onde a resposta  gera uma consequência e esta consequência afeta a sua probabilidade de ocorrer novamente; se a consequência for reforçadora, aumenta a probabilidade, se for punitiva, além de diminuir a probabilidade de sua ocorrência futura, gera outros efeitos colaterais. Este tipo de comportamento que tem como consequência um estímulo que afete sua frequência é chamado “Comportamento Operante”.
O conceito de Comportamento Operante difere do conceito de Comportamento respondente, estudado por Pavlov, porque o primeiro ocorre em um determinado contexto, chamado estímulo discriminativo, e gera um estímulo que afeta a probabilidade dele ocorrer novamente; o segundo é diretamente eliciado por algum estímulo e é uma reação fisiológica do organismo. Uma resposta fisiológica a um estímulo, como fechar o olho diante de algo que se aproxima dele, retirar o braço diante de uma agulhada, etc.
O comportamento operante é modelado a partir de nosso repertório inato. As respostas que gerem mais reforço em média, tendem a aumentar de frequência e se estabelecer no repertório, ou seja, em um contexto semelhante tendem a ser novamente emitidas. O tipo de consequência que aumenta a probabilidade de ocorrência da mesma função de resposta em contextos semelhantes, chama-se reforço. O reforço pode ser positivo, quando há a adição de um estímulo no ambiente que resulte no aumento da frequência da resposta que o gerou; ou negativo, quando a resposta emitida remove algum estímulo aversivo, ou seja, que a pessoa tende a evitar, do ambiente.
Os contextos onde existe probabilidade de uma determinada resposta ser reforçada são chamados estímulos discriminativos, ou SD; os contextos onde não existe a probabilidade da resposta ser reforçada, são chamados estímulos delta, ou  S∆.

## Lei do Efeito de Thorndike
O condicionamento operante, também chamado de condicionamento instrumental ou aprendizagem instrumental foi primeiramente estudado por Edward L. Thorndike (1874-1949), que observou o comportamento de gatos tentando escapar de "caixas problemas". Na primeira vez que os gatos eram colocados nas caixas, eles demoravam bastante tempo para escapar delas. Mas, com o passar do tempo, as respostas ineficientes foram diminuindo de frequência, e as respostas mais efetivas aumentavam de frequência, e os gatos agora conseguiam escapar em menos tempo e com menos tentativas. Em sua Lei do Efeito, Thorndike teorizou que as respostas que produziam consequências mais satisfatórias, foram "escolhidas" pela experiência e portanto, aumentaram de frequência. Algumas consequências reforçavam o comportamento, outras enfraqueciam-no". Thorndike produziu a primeira curva de aprendizagem com este procedimento. B. F. Skinner (1904-1990)formulou uma análise mais detalhada do condicionamento operante utilizando de conceitos como reforçamento, punição e extinção. Seguindo as idéias de Ernst Mach, Skinner rejeitou as estruturas mediadores de Thorndike requeridas pela "satisfação" e construiu um novo conceito de comportamento sem a utilização de tais referências.

## Princípios do Reforço
É importante ressaltar que reforço, ao contrário do que pode pensar o senso comum, não é uma simples recompensa. Para B. F. Skinner, reforço, pode ser qualquer evento que aumenta a frequência de uma reação precedente. Um reforço pode ser uma recompensa tangível. Pode ser um elogio ou uma atenção. Ou pode ser uma atividade, como poder usar o carro depois que a louça estiver lavada, ou ter uma folga depois de uma hora de estudo.

### Reforços Primários e Secundários
Os reforços primários - como receber alimento ou ser aliviado de um choque elétrico - são intrinsecamente satisfatórios. Os reforços secundários são aprendidos. Se um rato numa caixa de Skinner aprende que uma luz sinaliza de maneira confiável que a comida está chegando, ele vai se empenhar em acender a luz. Dinheiro, boas notas, são exemplos de reforços secundários, cada um das quais está ligado a recompensas mais básicas.

### Reforços Imediatos e Retardados
Para ilustrar bem como funcionam esses dois tipos de reforços, pode-se usar como exemplo um experimento de moldagem em que se condiciona um rato a apertar uma barra. Antes de efetuar esse comportamento "desejado", o rato faminto se empenhará numa sequência de comportamentos "indesejados" - arranhar, farejar, andar de um lado para o outro. qualquer desses comportamentos que preceda imediatamente o reforço de comida tem mais probabilidade de ocorrer de novo. Se você retarda o reforço da pressão da barra por mais 30 segundos, permitindo que outros comportamentos interfiram e sejam recompensados, não ocorrerá praticamente qualquer aprendizagem de apertar a barra.
Humanos, ao contrário de ratos, reagem a reforços bem mais retardados: o pagamento do salário no fim do mês, a nota no fim do semestre, o troféu no campeonato.
Porém, reforços pequenos, mas imediatos, são às vezes mais atraentes do que reforços grandes, mas retardados. Fumantes, alcoólatras e outros usuários de drogas podem saber que seu prazer imediato é mais do que contrabalançado pelos futuros efeitos perniciosos, mas  nem  por  isso  abandonam  seu vício.

### Reforço Positivo, Reforço Negativo e Punição
Existem duas formas de reforço: o positivo e o negativo. Ambas têm como escopo ensinar e reforçar um determinado comportamento. O indivíduo aprende qual o comportamento desejável para alcançar determinado objetivo. Já a punição reforça qual o comportamento indesejável, ou seja, que não deve ser manifestado, para evitá-la.
No reforço positivo, quando o comportamento desejado é alcançado, um elemento de recompensa é adicionado. Para exemplificar o reforço positivo consideremos um experimento onde um rato é privado de comida. Quando este puxa determinada alavanca (comportamento desejado) é disponibilizado o alimento (elemento de recompensa). Com o passar do tempo o rato ao sentir fome irá puxar a alavanca para receber o alimento. Desta forma o ser exposto ao reforço positivo aprende o comportamento correspondente.
Já no caso do reforço negativo, um elemento aversivo ao ser é retirado do ambiente como reforço para a continuação do comportamento. Como, por exemplo, uma mãe que diz ao filho que ele não precisará lavar a louça enquanto estiver mantendo seu quarto limpo. Ela retira um elemento aversivo para o filho (Lavar a louça) para que ele continue com o comportamento de manter o quarto limpo.
A punição, ao contrário do reforçamento negativo, (que visa a continuação do comportamento) tem como objetivo a extinção do comportamento, ou seja, com o passar do tempo, a probabilidade de ele ocorrer novamente diminui. O reforçamento negativo não é um evento punitivo. É a remoção de um evento punitivo. Ambos utilizam de estímulos aversivos.
As punições podem ser de dois tipos: por adição (punição positiva), quando experiências aversivas são adicionadas, ou por subtração (punição negativa), quando facilitadores do comportamento são subtraídos. Ambas as técnicas levam a aquilo que chamamos de extinção.
A punição pode acarretar uma série de problemas: esse tipo de estimulação aversiva, acarreta respostas do sistema nervoso, entendidas como ansiedade, depressão, baixa auto-estima. Além do mais, o comportamento punido não é esquecido, ele é suprimido. Pode ser que, após a estimulação aversiva ter sido eliminada, o comportamento volte a ocorrer. A criança pode simplesmente aprender a não dizer palavrões em casa, mas continuar a usá-los em outros lugares.
Ela também suprime o comportamento indesejado, mas não guia a pessoa para um comportamento mais desejável. A punição diz o que não fazer, o reforço diz o que fazer. Uma punição combinada com um reforçamento positivo de comportamentos desejáveis é mais eficiente.
Em suma, a punição rápida e segura pode ser eficaz, e pode de vez em quando causar menos dor do que o comportamento autodestrutivo que suprime. Mas ele pode reaparecer, se for possível evitar a punição. Esse estímulo aversivo também pode provocar efeitos colaterais indesejáveis, como ansiedade e ensinar agressividade. Os psicólogos preferem dar mais ênfase ao reforço positivo do que à punição.

### Programações de Reforço
Utilizando de esquemas de reforço contínuo, a aprendizagem ocorre rapidamente, mas, sem o reforço, a extinção do aprendido também ocorre rapidamente. Na vida real, esquemas contínuos de reforço são raros.
Nevin, em 1988, estudou que as reações às vezes são reforçadas, às vezes não. É o que se chama de reforço parcial. A aprendizagem demora mais, no começo, mas ela é mais "resistente" à extinção. Imagine um pombo que aprendeu a bicar uma tecla para obter comida. quando o pesquisador vai suspendendo gradativamente a entrega de alimento, até que ela ocorra só de maneira rara e imprevisível, os pombos podem bicar 150.000 vezes sem recompensa. Com o reforço parcial, a esperança flui eterna (esse é o princípio do "pombo supersticioso" de Skinner). É o que ocorre por exemplo, em jogadores compulsivos, que continuam a jogar, mesmo sem nunca ganharem.

#### Esquemas de Razão Fixa
Reforçam o comportamento depois de um determinado número de respostas. Empregados que trabalham em fábricas que recebem por produção, são reforçados de tal maneira quando são recompensados.

#### Esquemas de Razão Variável
Reforçam a primeira resposta depois de uma quantidade imprevisível de respostas. É o que ocorre com os jogadores e pescadores. A dificuldade de se extinguir tais comportamentos é de que o reforço aumenta à medida que aumentam as respostas.
As programações de ritmo variável são constantes. Dependem muito de certos factores.

#### Esquemas de Intervalos Fixos
Reforça a primeira resposta depois de um período determinado. Como pessoas que verificam a caixa de correspondência quando a hora do carteiro passar se aproxima, os pombos bicam uma tecla com mais frequência à medida que fica mais próxima a hora esperada de recompensa, produzindo um padrão inconstante de "para-começa".

#### Esquemas de Intervalo Variável
Reforça a primeira resposta depois de intervalos de tempo variáveis. Como o questionário imprevisível que reforça o estudo, as programações de intervalo variável tendem a ciliar respostas lentas e firmes. Caso os questionários tornem-se previsíveis, os estudantes começarão a seguir o padrão de pára-começa que caracteriza as programações de intervalo fixo (em outras palavras, estudarão apenas na véspera).

## O Uso dos modelos Animais
Um behaviorista utiliza o comportamento dos animais não como forma de poder estudar as particularidades que os animais possuem quanto ao seus comportamentos, mas para procurar leis universais que regem o comportamento dos organismos. Para Skinner (1956), os esquemas de reforço do condicionamento operante são universais. Importa pouco, disse ele, que reação, que reforço ou que espécie você usa. O efeito de determinada programação de reforço é quase o mesmo: "Pombo, rato, macaco, o que é o quê? Não importa… O comportamento apresenta características espantosamente similares."